# 藍住町総合文化ホール
藍住町総合文化ホール（あいずみちょうそうごうぶんかホール）は、徳島県藍住町にある複合施設。

## 施設
2019年（令和元年）11月3日にオープン。
- 大ホール
- 小ホール
- 楽屋1・楽屋2・楽屋3
- キッズスペース
- 交流室1・交流室2・交流室3
- 調理室
- 和室
- スタジオ

## 交通
- JR徳島駅より車で約25分。
- 徳島バス「藍住役場前」停留所下車のち徒歩約5分。